# Gloria Jones
Gloria Jones (născută Gloria Richetta Jones pe 19 octombrie 1945 în Cincinnati, Ohio ) este o cântăreață și compozitoare americană . A înregistrat în 1964 cântecul soul "Tainted Love", devenit mai târziu hit pentru duetul britanic synthpop, Soft Cell.

## Discografie
- Come Go with Me (1966)
- Share My Love (1973)
- Vixen (1976)
- Windstorm (1978)
- Reunited (1982)

1. ↑  Gloria Jones, Česko-Slovenská filmová databáze